# Mauricio Bernardo Victorino Dansilio
Mauricio Bernardo Victorino Dansilio (Montevideo, 11 d'octubre de 1982) és un futbolista professional uruguaià. Juga a la posició de defensa i el seu club actual és la Universidad de Chile.
Victorino és un dels vint-i-tres jugadors que formen part de la selecció de futbol de l'Uruguai a la Copa del Món de Futbol de 2010.